# فدوى البوظة
فدوى البوظة هيَ مُتخطية حواجز سورية، وُلدت في 14 يناير 1990 في حمص. مَثلت فدوى دولتها في الألعاب الأولمبية الصيفية 2008 في بكين، حيثُ نافست في سباق تخطي الحواجز 100 متر للنساء، ولكنها جاءت في المرتبة الثامنة بوقت 14.25 ثانية، وبالتالي لم تتأهل للجولات اللاحقة.

## روابط خارجية
- فدوى البوظة على موقع الاتحاد الدولي لألعاب القوى (الإنجليزية)
- فدوى البوظة على موقع أوليمبيديا (الإنجليزية)